# Erasmus (helgon)
Sankt Erasmus (även kallad Sankt Elmo på flera språk) född cirka 240, död cirka 303, är ett kristet helgon och martyr, vördad inom Romersk-katolska kyrkan. Sankt Erasmus är sjöfararnas skyddshelgon och han har givit namn åt fenomenet Sankt Elmselden.
Enligt  Jacobus de Voragine var Erasmus biskop över Kampanien med säte i Formia, han levde som eremit i Libanonberget, och led martyrdöden under kejsar Diocletianus förföljelser mot de kristna. Gregorius den store angav att hans reliker fanns i katedralen i Formia, men när saracenerna anföll staden på 800-talet överfördes de till Gaeta.
Erasmus är en av de fjorton nödhjälparna.